# Гомологічні ряди
Гомологі́чні ряди́ — групи хімічних сполук (гомологів), що мають схожу будову і відрізняються наявністю однієї або кількох повторюваних груп у своєму складі — так званої гомологічної різниці.
Гомологи — речовини, що належать до одного гомологічного ряду.
Реакція гомологізації — хімічний процес, за якого певний член гомологічного ряду перетворюється на наступний.
Гомологія здебільшого характерна для органічних сполук:
CH3–CH3 → CH3–CH2–CH3 → CH3–CH2–CH2–CH3 i т. д.
Найпростіший приклад гомологічного ряду — алкани (загальна формула {\displaystyle {\ce {C_{n}H_{2n + 2}}}}): метан {\displaystyle {\ce {CH4}}}, етан {\displaystyle {\ce {C2H6}}} пропан {\displaystyle {\ce {C3H8}}} і т. д.; гомологічною різницею цього ряду є метиленова ланка {\displaystyle {\ce {-CH2 -}}}.
Поняття гомологічного ряду запропонував 1843 року французький хімік Шарль Жерар.

## Гомологія та структура сполук
В основі поняття гомології в органічній хімії лежить фундаментальне положення про те, що хімічні та фізичні властивості речовини визначаються структурою її молекул: ці властивості визначаються як функціональними групами сполуки (гідроксил у спиртів, карбоксильна група в карбонових кислот, арил вароматичних сполук тощо), так і її вуглецевим скелетом.

Рис. 1. Температури плавлення та кипіння в гомологічному ряду n-алканів C1 ... C14

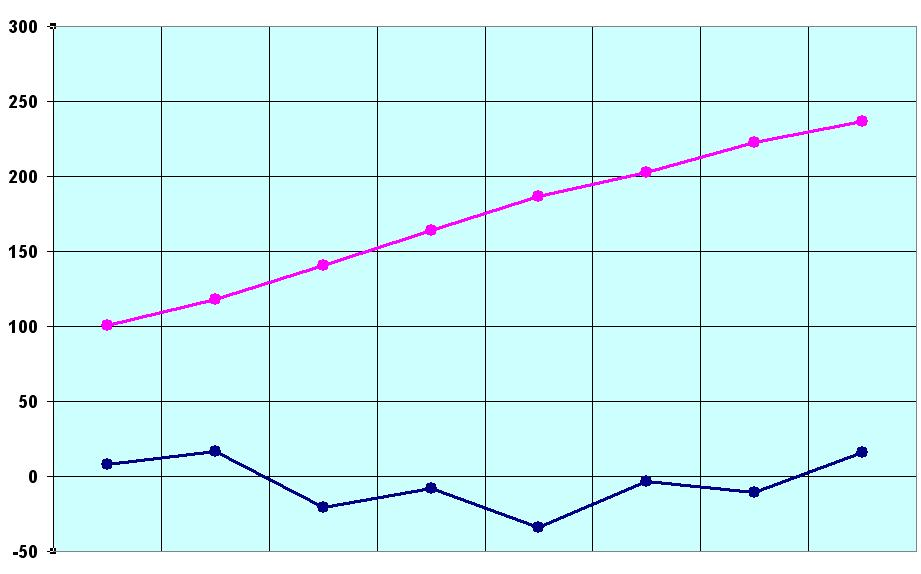
Мал. 2 — температури плавлення та кипіння в гомологічному ряду аліфатичних карбонових кислот C1 ... C8

Сам комплекс хімічних властивостей і, відповідно, належність до певного класу, визначається саме функціональними групами (так, наявність карбоксильної групи визначає прояв у сполуки кислотних властивостей та її належність до класу карбонових кислот), але на ступінь прояву хімічних властивостей (наприклад, реакційну здатність і константу дисоціації) або фізичні властивості (температури кипіння та плавлення, показник заломлення тощо) впливає і вуглецевий скелет молекули (див. рис. 1).
У разі подібності вуглецевих скелетів сполук, тобто відсутності ізомерії, формулу гомологічних сполук можна записати як {\displaystyle {\ce {X - (CH2) _{n}-Y}}}, сполуки з різним числом {\displaystyle {\ce {n}}} метиленових ланок є гомологами і належать до одного класу сполук (наприклад, {\displaystyle {\ce {H - (CH2) _{n}-COOH}}} — аліфатичні карбонові кислоти). Таким чином, сполуки-гомологи належать до одного класу сполук, і властивості найближчих гомологів найбільш близькі.
У гомологічних рядах спостерігається закономірна зміна властивостей від молодших членів ряду до старших, однак така закономірність може порушуватися, перш за все, на початку ряду через утворення водневих зв'язків за наявності функціональних груп, здатних до їх утворення (див. рис. 2, температури плавлення).

## Приклади
Гомологічний ряд нерозгалужених алканів починається метаном ({\displaystyle {\ce {CH4}}}), етану ({\displaystyle {\ce {C2H6}}}), пропану ({\displaystyle {\ce {C3H8}}}), бутану ({\displaystyle {\ce {C4H10}}}) і пентану ({\displaystyle {\ce {C5H12}}}). У цьому ряді послідовні члени відрізняються додатковим метиленовим містком ({\displaystyle {\ce {-CH2 -}}}), вставленим у ланцюг. Таким чином, молекулярна маса кожного наступного члена відрізняється на 14 а. о. м. Сусідні члени такого ряду, наприклад, метан і етан, називають «сусідніми гомологами».
У цьому ряду багато фізичних властивостей, наприклад температура кипіння, поступово змінюються зі збільшенням маси (див. рис. 1). Наприклад, етан ({\displaystyle {\ce {C2H6}}}) має вищу температуру кипіння, ніж метан ({\displaystyle {\ce {CH4}}}). Це пояснюється тим, що дисперсійні сили Лондона між молекулами етану вищі, ніж між молекулами метану, що збільшує сили міжмолекулярного притягання, а отже й температуру кипіння.
 
Деякі важливі класи органічних молекул: первинні спирти, альдегіди та (моно) карбонові кислоти є похідними алканів і утворюють аналогічні ряди. Відповідний гомологічний ряд первинних нерозгалужених спиртів включає метанол ({\displaystyle {\ce {CH4O}}}), етанол ({\displaystyle {\ce {C2H6O}}}), 1-пропанол ({\displaystyle {\ce {C3H8O}}}), 1-бутанол і т. д. Циклоалкани з одним кільцем утворюють інший ряд, що починається циклопропаном.
| Гомологічний ряд                             | Загальна формула                                                           | Повторювана одиниця | Функціональна група(и) |
| Нерозгалужені алкани                         | {\displaystyle {\ce {C_{n}H_{2n + 2}}}} ({\displaystyle n\geqslant 1})     | −CH2−               | H3C− … −CH3            |
| Нерозгалужені перфторалкани                  | {\displaystyle {\ce {C_{n}F_{2n + 2}}}} ({\displaystyle n\geqslant 1})     | −CF2−               | F3C− … −CF3            |
| Нерозгалужені алкіли                         | {\displaystyle {\ce {C_{n}H_{2n + 1}}}} ({\displaystyle n\geqslant 1})     | −CH2−               | H3C− … −CH2−           |
| Нерозгалужені 1-алкени                       | {\displaystyle {\ce {C_{n}H_{2n}}}} ({\displaystyle n\geqslant 2})         | −CH2−               | H2C=C− … −CH3          |
| Циклоалкани                                  | {\displaystyle {\ce {C_{n}H_{2n}}}} ({\displaystyle n\geqslant 2})         | −CH2−               | Одиничне кільце        |
| Нерозгалужені 1-алкіни                       | {\displaystyle {\ce {C_{n}H_{2n - 2}}}} ({\displaystyle n\geqslant 2})     | −CH2−               | HC≡C− … −CH3           |
| Поліацетилени                                | {\displaystyle {\ce {C_{2n}H_{2n + 2}}}} ({\displaystyle n\geqslant 2})    | −CH=CH−             | H3C− … −CH3            |
| Нерозгалужені первинні спирти                | {\displaystyle {\ce {C_{n}H_{2n + 1}OH}}} ({\displaystyle n\geqslant 1})   | −CH2−               | H3C− … −OH             |
| Нерозгалужені первинні монокарбонові кислоти | {\displaystyle {\ce {C_{n}H_{2n + 1}COOH}}} ({\displaystyle n\geqslant 0}) | −CH2−               | H3C− … −COOH           |
| Нерозгалужені азани                          | {\displaystyle {\ce {N_{n}H_{n + 2}}}} ({\displaystyle n\geqslant 1})      | −NH−                | H2N− … −NH2            |

Біополімери також утворюють гомологічні ряди, наприклад полімери глюкози, такі як олігомери целюлози, починаючи з целобіози, або ряд олігомерів амілози, починаючи з мальтози, які іноді називають мальтоолігомерами. Гомоолігопептиди — олігопептиди, що складаються з повторів лише однієї амінокислоти, також можна вивчати як гомологічний ряд.

## Неорганічні гомологічні ряди
Гомологічні ряди властиві не тільки органічній хімії. Усі оксиди титану, ванадію та молібдену утворюють гомологічні ряди (наприклад, {\displaystyle {\ce {V_{n}O_{2n-1}}}} для {\displaystyle 2<n<10}), які називають фазами Магнелі, як і силани {\displaystyle {\ce {Si_{n}H_{2n + 2}}}} (з {\displaystyle n} до 8), аналогічні алканам {\displaystyle {\ce {C_{n}H_{2n + 2}}}}.

## Періодична таблиця
У періодичній таблиці гомологічні елементи мають багато спільних електрохімічних властивостей і містяться в одній групі (стовпці) таблиці. Наприклад, усі благородні гази є безбарвними, одноатомними газами з дуже низькою реакційною здатністю. Ця подібність зумовлена подібною структурою їхніх зовнішніх оболонок валентних електронів. Менделєєв для невідомого елемента нижче від відомого в тій самій групі використовував префікс ека-.

## Цікаві факти
Під час дослідження паралелізмів у явищах спадкової мінливості М. І. Вавилов, за аналогією з гомологічними рядами органічних сполук, увів поняття гомологічних рядів спадкової мінливості.